# Ra-Harakhte

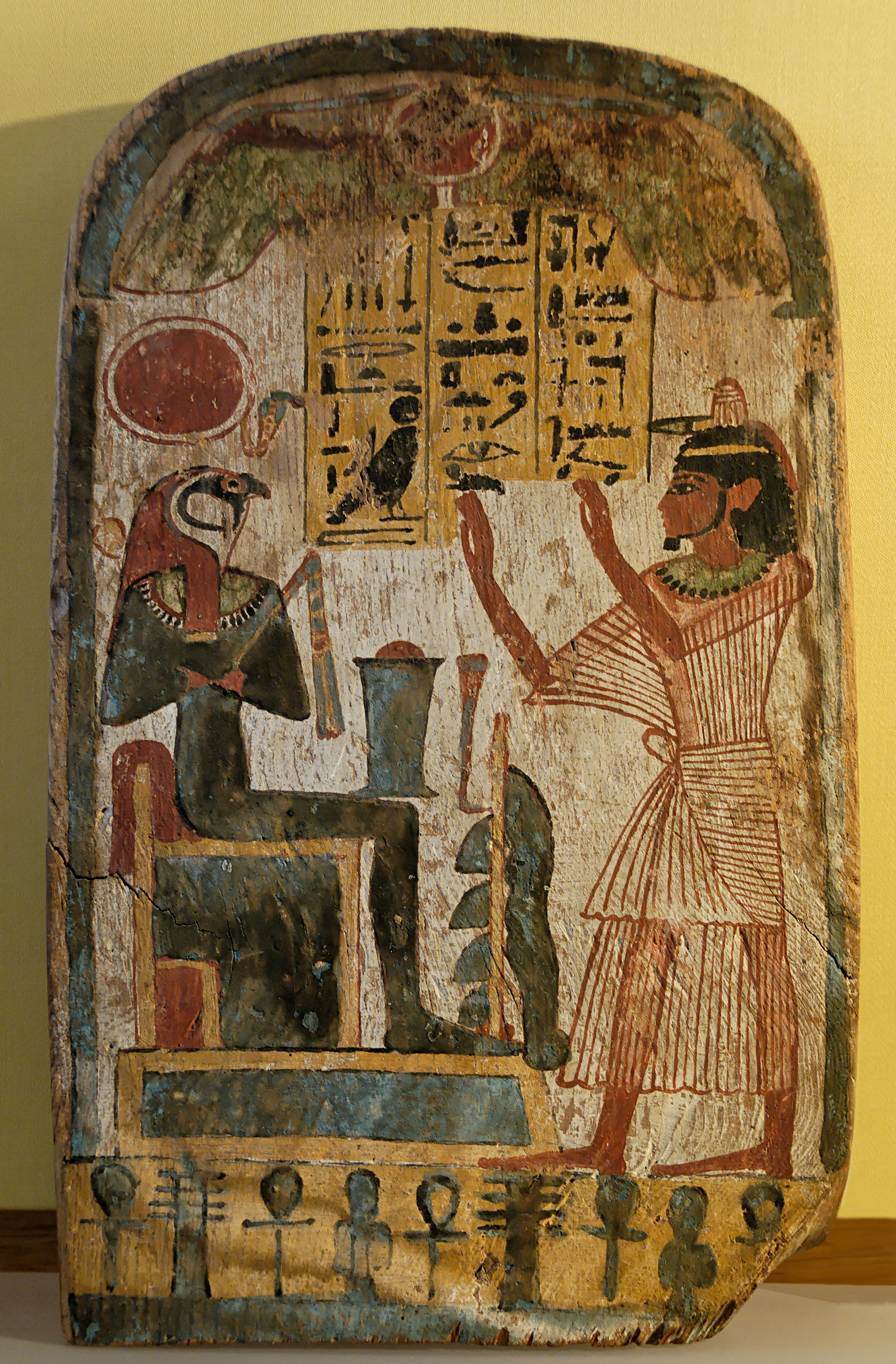

Ra-Harakhte (somaliska: Ra-xuur Waaq) var i egyptisk mytologi en sammansatt gudomlighet.  Ra-Harakte skapades under senare delen av den antika egyptiska perioden genom att de båda solgudarna Ra och Horus smälte samman. Harakhte är ett tillnamn till Horus som betyder "de två horisonternas Horus". Sammansmältningen skapade vissa problem eftersom den gjorde att Ra blev Hathors son, och därför skapad snarare än skapare. Än värre var att Horus var Ras son, så Ra-Harakhte var sin egen far och son, något som inte accepterades fullt ut förrän under hellenismen. Som en konsekvens av detta smälte aldrig Ra och Horus samman helt till en enda falkhövdad solgud.
Trots allt kvarstod identifieringen av de båda, och Ra fortsatte att avbildas som falkhövdad. Dessutom framställdes Horus (Ra-Harakhte) ibland som en naken pojke med ett finger i munnen, sittande på en lotus med sin mamma som en anspelning på Ogdoad-myten. För att lösa konflikten beskrevs Ra-Harakhte ibland som gift med Iusaaset, tekniskt sett hans egen skugga, som tidigare hade varit Atums skugga innan Atum smälte samman med Ra. I den version av Ogdoad-myten som Thot-kulten använde skapade Thot Ra-Harakhte genom ett ägg, och ansågs därmed vara Horus far.